# 3700 Geowilliams
3700 Geowilliams è un asteroide della fascia principale. Scoperto nel 1984, presenta un'orbita caratterizzata da un semiasse maggiore pari a 2,4145517 UA e da un'eccentricità di 0,2258619, inclinata di 12,12132° rispetto all'eclittica.
Dal 2 febbraio al 2 aprile 1988, quando 3774 Megumi ricevette la denominazione ufficiale, è stato l'asteroide denominato con il più alto numero ordinale. Prima della sua denominazione, il primato era di 3683 Baumann.
L'asteroide è dedicato al geologo australiano George E. Williams.